# 本亚明·布兰德
本亚明·布兰德（德語：Benjamin Brand，1989年7月10日—）是一位德国足球裁判，自2010年起获得德国足协的裁判资格。2012年，他入选DFL裁判名单，至2015年夏天共计执法了25场德乙联赛。布兰德于2015-16赛季升任德甲联赛裁判，他获得了由彼得·加格尔曼和托尔斯滕·金赫费尔因年龄届满而退役后所空出的名额。2015年8月22日，布兰德在沙尔克04对阵达姆施塔特98的比赛中完成德甲执法首秀。